# Pièce d'identité
Cet article concerne la notion administrative. Pour l'émission de télévision québécoise, voir Pièce d'identité (émission de télévision).
 (avril 2022).
 (avril 2022).
Si vous disposez d'ouvrages ou d'articles de référence ou si vous connaissez des sites web de qualité traitant du thème abordé ici, merci de compléter l'article en donnant les références utiles à sa vérifiabilité et en les liant à la section « Notes et références ».

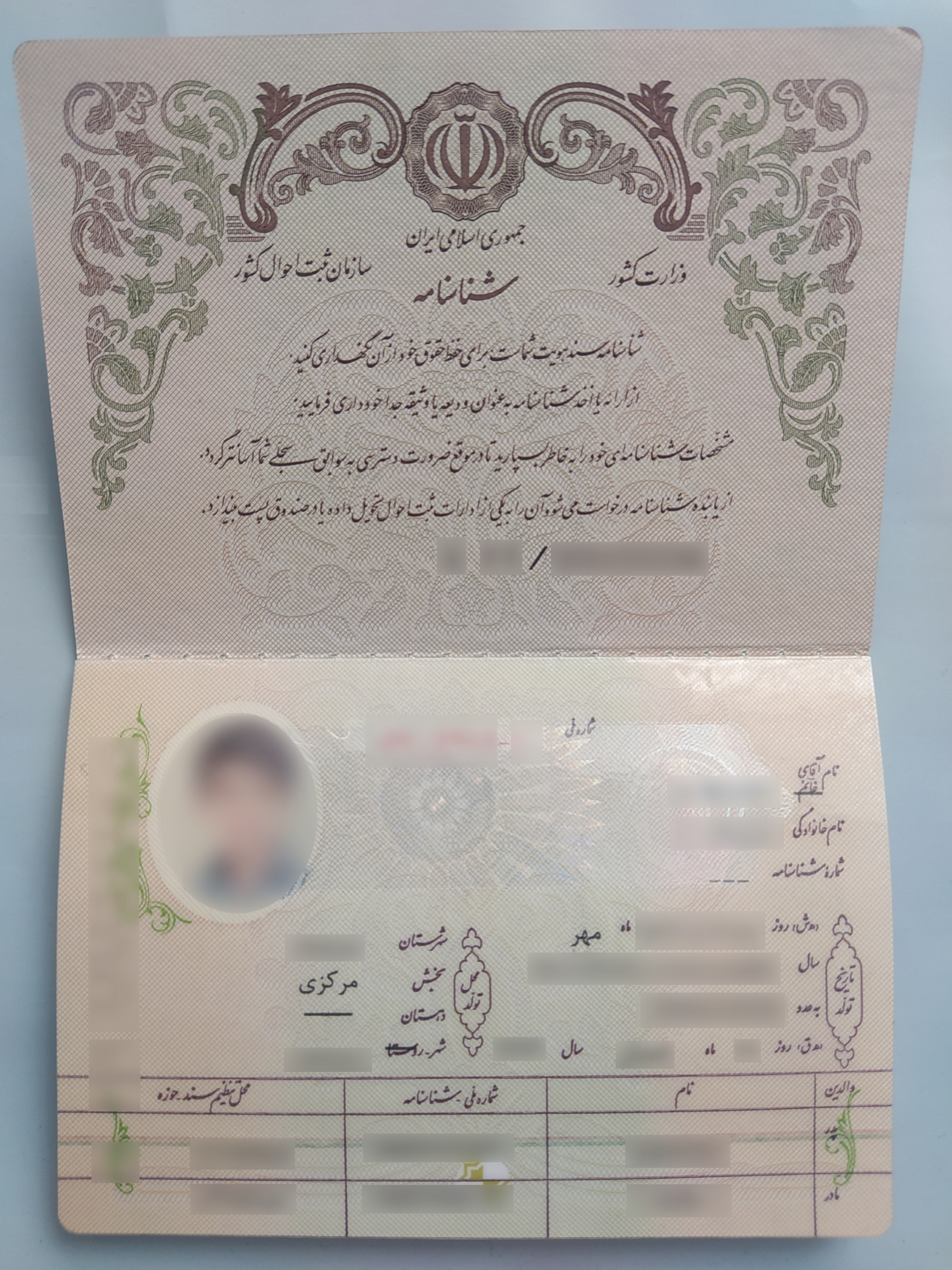
Exemple d'une pièce d'identité

L'expression pièce d’identité fait généralement référence à un document administratif prouvant l'état civil. Il s'agit en général de la carte d'identité et du passeport qui permettent de certifier à la fois la nationalité et l'identité du titulaire.

## Droit par pays

### Droit canadien
Selon Élections Canada, les pièces d'identité suivantes sont acceptées pour voter lors d'une élection canadienne: 

« le permis de conduire, un avis de cotisation d'impôt sur le revenu, un avis de cotisation ou d'évaluation de l'impôt foncierm la carte d'assurance maladie, la carte d'assurance sociale, la carte d'identité des Forces canadiennes, la carte de bibliothèque, la carte ou certificat de citoyenneté canadienne, la carte de la Sécurité de la vieillesse, la carte de libéré conditionnel, la carte de membre d'une bande indienne, la carte de Métis, la carte d'identité de santé d'Anciens Combattants, la carte de transport en commun, la carte délivrée par une autorité locale inuite, le certificat de naissance, la carte de statut d'Indien ou confirmation temporaire de l'inscription, le chèque ou talon de chèque du gouvernement, le document de propriété d'un véhicule, le passeport canadien, le permis d'arme à feu, le permis ou carte de pêche, de piégeage ou de chasse, le relevé de prestations du gouvernement, la carte de crédit, la carte de débit, le certificat, la police ou le relevé d'assurance, un chèque personnel, une convention hypothécaire ou état de compte de prêt hypothécaire, un état de compte bancaire, un état de compte d'une caisse populaire, un état des prestations d'un régime de retraite, un relevé de carte de crédit, la carte d'information de l'électeur, le formulaire de révision ciblée remis aux résidents d'établissements de soins de longue durée, la lettre d'un curateur public ou d'un tuteur public, la lettre de confirmation de résidence, la carte d'identité d'étudiant, la correspondance provenant d'une école, d'un collège ou d'une université, le bracelet d'identité délivré par un hôpital ou un établissement de soins de longue durée, la carte d'hôpital, la carte d'une clinique médicale, la carte de donneur de sang, la carte de l'INCA, l'étiquette sur un contenant de médicaments sous ordonnance »

### Droit français
Les plus courants en France sont
la carte d'identité,,,
le passeport,,,
le certificat de nationalité,
l’acte de naissance,
la carte de séjour,
et la carte de résident,
mais d'autres documents peuvent être acceptés dans certaines circonstances, comme
le permis de conduire,,
le permis de chasse,
la carte de pêche,[réf. nécessaire]
le livret de famille,
la carte Vitale,
la carte bancaire avec photo,
la carte d'étudiant[Information douteuse],
la carte d'identité professionnelle,
la carte d'élu,
la carte d'invalidité,
la carte de combattant,
un récépissé valant justification de l'identité…[réf. nécessaire]
En France, seuls la carte d'identité et le passeport certifient à la fois l'identité et la nationalité de leur titulaire.